# Сиюм

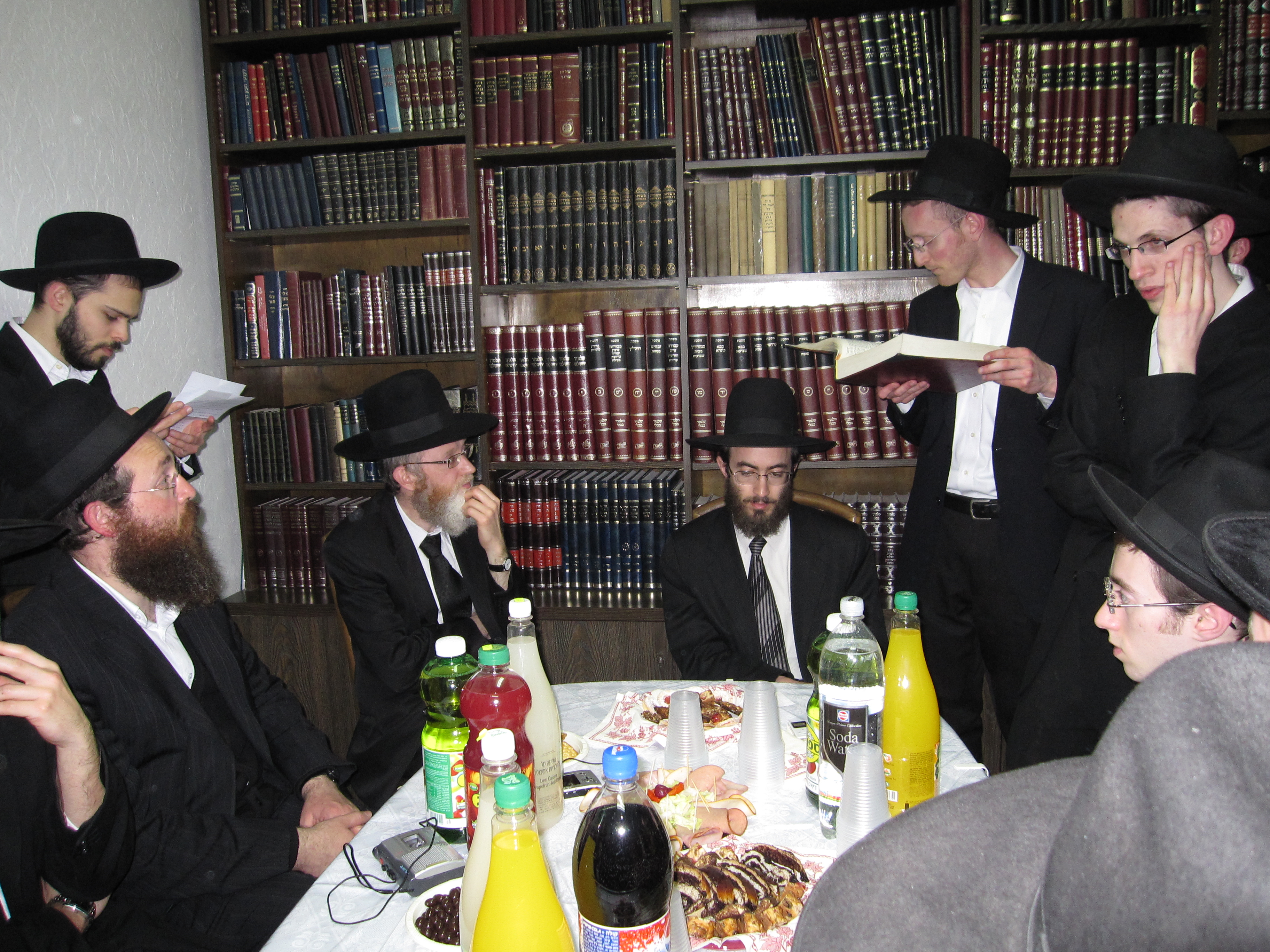
Сиюм на трактат Кетубот. Раввин Ашер Ариэли третий слева.

Сиюм (ивр. סיום‎, буквально «завершение») — завершение любого раздела изучения Торы или книги Мишны или Талмуда в иудаизме. За сиюмом обычно следует праздничная трапеза или сеудат мицва, трапеза в честь мицвы или заповеди.
Устойчивый обычай заключается в том, что община завершает отрывок из Торы или трактата/-ов Талмуда в течение 30 дней после смерти любимого человека и после этого проводит общий сиюм в дань уважения и в честь памяти умершего. В синагогах стало традицией устраивать сиюм утром перед Песахом, чтобы те, кто постятся на Таанит Бехорим (Пост первенцев), могли прервать свой пост, используя галахический принцип, который отдаёт приоритет изучению Торы.